# Privatlivets fred
 Der er for få eller ingen kildehenvisninger i denne artikel, hvilket er et problem. Du kan hjælpe ved at angive troværdige kilder til de påstande, som fremføres i artiklen.

Privatlivets fred er evnen for enkeltpersoner, grupper eller institutioner til selv at bestemme hvornår, hvordan og i hvilket omfang, oplysninger om dem formidles til andre. Privatlivets fred er ikke blot evnen til at begrænse hvad andre ved om os, men også til at styre hvad de ved. Dette forudsætter, at den enkelte kan styre alle informationer om sig selv. Det er en løbende tilpasningsproces, hvor der balanceres mellem behovet for at værne om privatlivets fred med ønsket om videregivelse af oplysninger og kommunikation.
Grænserne for og indholdet af, hvad der anses for privatlivets fred varierer mellem kulturer og individer, men deler et grundlæggende fælles tema. Privatlivets fred knyttes undertiden til anonymitet, i form af ønsket om at forblive ubemærket eller ukendt i det offentlige rum.
I Danmark er Straffelovens § 264 d en væsentlig del af lovgivningens værn mod krænkelser af privatlivets fred. Bestemmelsen forbyder uberettiget videregivelse af private meddelelser og billeder.

## Typer af privatlivets fred
Ofte skelnes der ofte mellem fire typer af privatlivets fred:
- Informationsprivathed, som vedrører indsamlingen og behandlingen af personlig information – også kaldet databeskyttelse.
- Kropslig privathed, som vedrører retten til at beskytte sin fysiske krop mod f.eks. genetiske test.
- Kommunikationsprivathed, som vedrører sikkerhed og privathed i forhold til breve, mail, telefonopkald, internetanvendelse og lignende.
- Territorial privathed, som vedrører grænsedragningen mellem det private miljø og andre miljøer f.eks. på arbejdspladsen og i det offentlige rum – herunder f.eks. videoovervågning og ID-tjek. Det vedrører også grænsedragningen mellem nationalstater og den forskellige lovgivning, som disse er underlagt.